# Toon (juego de rol)
Toon (con el subtítulo de The Cartoon Roleplaying Game) es un juego de rol en el que los jugadores toman el papel de personajes de dibujos animados. Fue diseñado por Greg Costikyan y desarrollado por Warren Spector, y publicado por primera vez en 1984 por Steve Jackson Games. 

## Jugabilidad
Aunque Toon es un verdadero juego de rol que requiere la participación de jugadores y un maestro del juego (llamado el "Animador"). Está diseñado con un estilo irónico que parodia deliberadamente muchas de las convenciones de los juegos de rol más estándar y "serios".
En Toon, los personajes del jugador nunca mueren. Como en muchos juegos de rol, los personajes tienen puntos de golpe, que se deducen cuando el personaje se lesiona (generalmente en combate o al tirar un yunque sobre ellos). Cuando los personajes reducen a cero sus puntos de golpe se desmayan. Dado que los personajes de dibujos animados nunca mueren realmente, y siempre regresan a tiempo para la siguiente escena, un personaje caído regresa a jugar un tiempo determinado más tarde, con todos los puntos de golpe restaurados.
Esta falta de verdadera "muerte del personaje" también está diseñada para alentar a los jugadores a abandonar deliberadamente las habilidades y los reflejos que aprendieron en otros juegos, es decir, para que sus personajes puedan resolver problemas y luchar contra enemigos mientras permanecen con vida. Según las reglas del juego, las dos directivas principales para los jugadores de Toon son "Olvida todo lo que sabes" y "Actúa antes de pensar".
El juego alienta a los jugadores a divertirse por encima de todas las demás consideraciones, incluso hasta el punto de romper las reglas del juego. Si los jugadores y el animador están de acuerdo en que las acciones de un jugador en un juego son divertidas y agradables, entonces las acciones de los jugadores se permiten y se fomentan. Esto se puede ver como una forma de que los jugadores "rompan la cuarta pared " en el juego, del mismo modo que los dibujos animados a menudo ignoran la realidad en favor de la risa.
El juego usa un sistema de resolución de tareas basado en habilidades muy sencillas en una lista de solo 23 habilidades que cubren todas las posibles acciones de los personajes. Estos se asignan a cuatro atributos de control, con humor llamado "Músculo" (fuerza), "Zip" (destreza y velocidad), "Smarts" (inteligencia) y "Chutzpah" (empuje y confianza en sí mismo). Además, los personajes pueden tener "Shticks" opcionales, que les dan habilidades inusuales tipo caricatura, como volar o invisibilidad. 
El juego se inspiró en los dibujos animados clásicos de Warner Bros. entre los años 30 y 60, y personajes como Bugs Bunny o el Pato Lucas, pero Steve Jackson Games tuvo cuidado de evitar cualquier violación de derechos de autor. Por ejemplo, hay una "Corporación Ace" en los productos Toon (en lugar de la Corporación Acme), y las directrices de los escritores para Toon prohíben el uso de la palabra "toon" ("dibu") para significar "un personaje de dibujos animados". 